# Venray War Cemetery

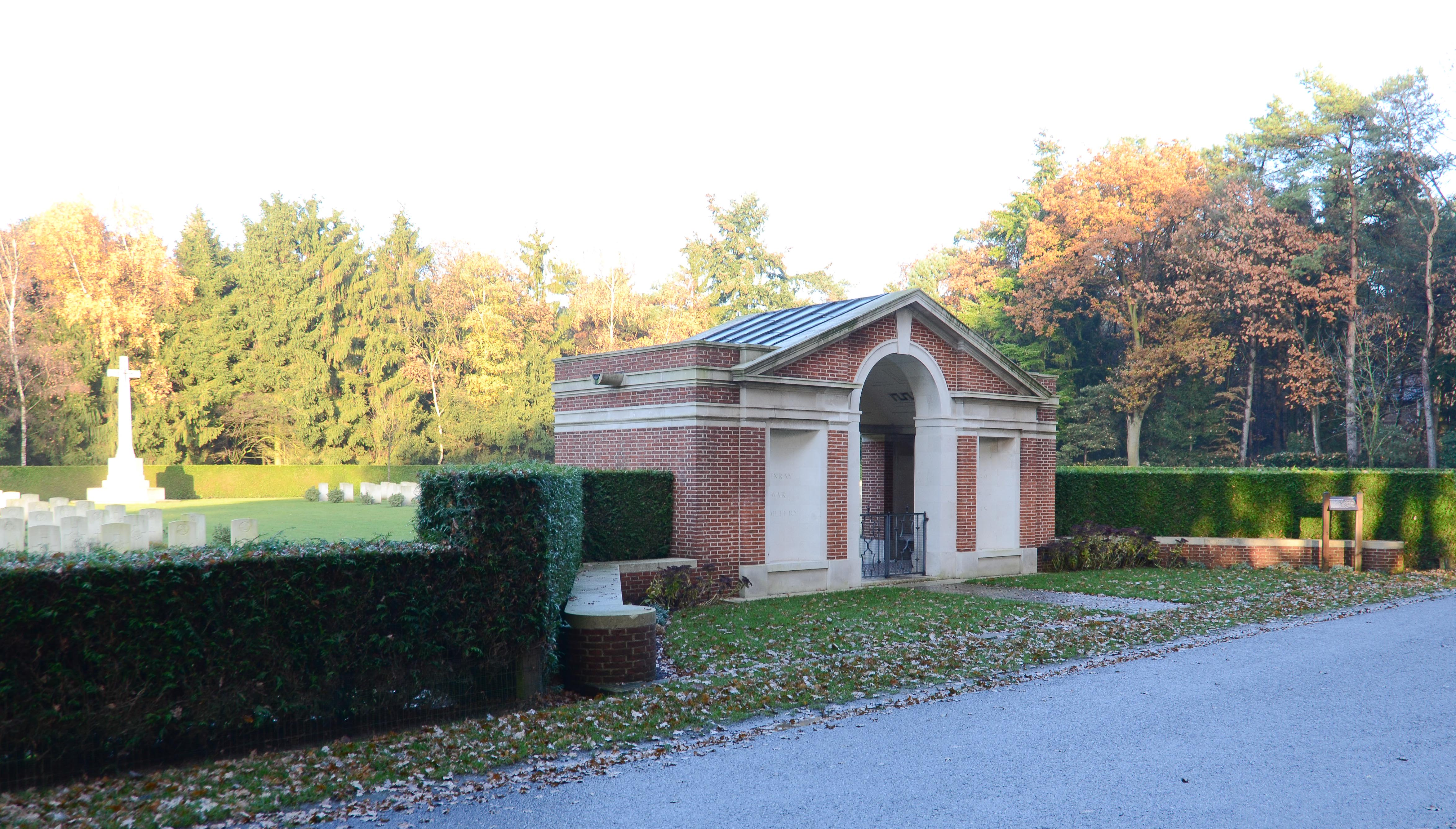
Venray War Cemetery

Venray War Cemetery is een militaire begraafplaats gelegen aan de Hoenderstraat in de Nederlandse plaats Venray. Het kerkhof is onthuld op 30 december 1946.
Op dit ereveld liggen 692 soldaten begraven die in de periode oktober 1944 tot maart 1945 sneuvelden. De meeste van deze mensen zijn omgekomen in de omgeving van Venray tijdens de Slag om Overloon, een onderdeel van Operation Aintree. Van de graven zijn er 629 Britse militairen, 22 Canadese, 5 Nieuw-Zeelandse, 4 Australische, 1 Poolse en 30 ongeïdentificeerde graven. Ook ligt er een oorlogscorrespondent begraven.

## Monumenten
Op het ereveld staat een uit Portland-natuursteen vervaardigd Cross of Sacrifice waarop een bronzen zwaard is bevestigd. Dit kruis is bedoeld om alle soldaten te herdenken die gesneuveld zijn in Nederland maar nog steeds vermist worden. In een van de ruimtes in de poort is ook een boek aanwezig met alle namen, rangen en graflocaties van de gesneuvelden.

## Adoptieprogramma
In 2020 werd de Stichting Adoptiegraven CWGC Venray War Cemetery opgericht. Deze stichting biedt geïnteresseerden onder andere de mogelijkheid om een graf te adopteren op de begraafplaats om zodoende de militairen en hun verhalen niet te vergeten.